# Miftah Muhammad Ku’ajba
Miftah Muhammad Ku’ajba (arab. مفتاح محمد كعيبة) – libijski polityk. 3 marca 2008 został sekretarzem generalnym Powszechnego Kongresu Ludowego, czyli de iure głową państwa. Jednak de facto, od 1969 władza spoczywała w rękach Muammara Kadafiego.
W latach 80. XX w. pełnił funkcję sekretarza sprawiedliwości. 5 marca 2009 nowym sekretarzem generalnym PKL został wybrany Imbarak Abd Allah asz-Szamich.